# ستيفان إرديلي
ستيفان إرديلي (بالرومانية: Stefan Erdélyi)‏ هو لاعب شطرنج روماني، ولد في 17 نوفمبر 1905 في تيميشوارا في رومانيا، وتوفي في 26 سبتمبر 1968.

## وصلات خارجية
- ستيفان إرديلي على موقع مباريات الشطرنج (الإنجليزية)
- ستيفان إرديلي على موقع 365Chess.com (الإنجليزية)
- ستيفان إرديلي على موقع Chesstempo.com (الإنجليزية)
- ستيفان إرديلي سجل أولمبياد الشطرنج على موقع OlimpBase.org (الإنجليزية)